# Nécropole de Cannicella

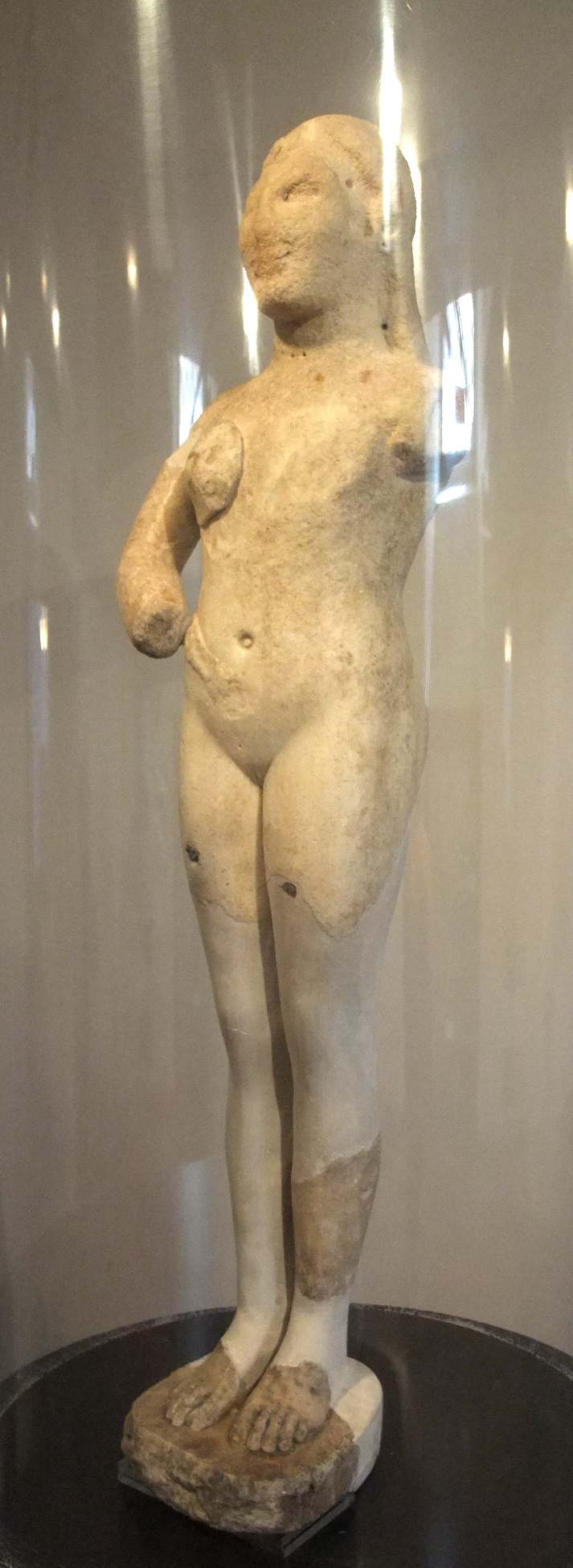
Venus de Cannicella, musée Faina, Orvieto

La nécropole de Cannicella  (en italien : necropoli di Cannicella)  est une nécropole étrusque située près d'Orvieto, dans la province de Terni, en Ombrie (Italie). Ses plus anciennes tombes datent du VIIe siècle av. J.-C.

## Les fouilles
La nécropole de Cannicella d'Orvieto, l'ancienne Volsinies étrusque, comporte diverses tombes dont deux (tombes 4 et 5) ont permis la mise au jour d'une importante quantité de vaisselle et vases, issus de la production céramique locale et imitant des vases de bronze et d'argent (service de banquet), qui attestent de la consommation de vin à cette époque.

## La Vénus de Cannicella
La Vénus de Cannicella est une statue en marbre de 80 cm de haut trouvée à proximité de l'autel du sanctuaire de la nécropole, représentant une femme nue debout, les cheveux bouclés tombant sur les épaules, avec le bras droit (dont il manque la main) dirigé vers le ventre. Le bras gauche est perdu et devait probablement être posé sur le flanc.
La statue, qui est conservée au musée Faina, provient de l'ile grecque de Paros. Par son style, elle est datable de la fin du VIe siècle av. J.-C.
Le découvreur du sanctuaire, l'archéologue Riccardo Mancini, l'identifie à Cérès.

## Les tombes
- La tombe 5, du début du VIIe siècle av. J.-C., est constituée d'une fosse simple destinée à une femme. Elle constitue l'un des rares exemples de la période orientalisante à Orvieto.
- La tombe 4 date du troisième quart du VIe siècle av. J.-C. C'est une tombe à chambres destinées à trois hommes, deux inhumations et une crémation. Elle comportait une centaine de céramiques[1].